# 贝文顿怪兽
贝文顿怪兽（英文：Beast of Bevendean）是指2008年起出没于英国英格兰布莱顿-霍夫的幻影猫，据目击者表示，这是一只体型比狗大、黑色的神秘大猫。英国大猫协会（British Big Cats Society）在调查后认为贝文顿怪兽可能是黑豹。据媒体报道，自贝文顿怪兽开始目击2个月以来，目击地点附近的兔子的遗骸数量开始增加，而警方亦向民众警告，提醒前往森林的民众注意安全并看管宠物。2008年6月，贝文顿一名男性目击者饲养的宠物狗遭遇一只大猫袭击，随后警方证实此次袭击事件。
2010年10月，一名教师目击到贝文顿怪兽。2012年，冒险电影《少年猎手:贝文顿的野兽》开始制作。据报道，这部电影最初的灵感来自贝文顿怪兽的一篇新闻报道。